# Weilheim (Baden)
Weilheim ist eine Gemeinde im Landkreis Waldshut in Baden-Württemberg.

## Geographie

### Lage
Weilheim liegt im südlichen Baden-Württemberg am südlichen Rand des Hotzenwaldes im Südschwarzwald. Das Gemeindegebiet grenzt im Süden an die Kreisstadt Waldshut-Tiengen. Hier fließt der Hochrhein, der die Grenze zur Schweiz bildet.
Weitere Nachbargemeinden sind St. Blasien, Höchenschwand und Ühlingen-Birkendorf.

### Gemeindegliederung
Zur Gemeinde Weilheim gehören die ehemaligen Gemeinden Bannholz, Bierbronnen, Nöggenschwiel und Remetschwiel.
Zur ehemaligen Gemeinde Bannholz gehören das Dorf Bannholz, die Weiler Aisperg und Ay, der Zinken Außer Ay und das Gehöft Auf dem Hof. Zur ehemaligen Gemeinde Bierbronnen gehören die Dörfer Bierbronnen (Ober und Unter) und Rohr, der Weiler Heubach und das Gehöft Löchlemühle. Zur ehemaligen Gemeinde Nöggenschwiel gehören das Dorf Nöggenschwiel und das Haus Fohrenbach(er) Mühle, zur ehemaligen Gemeinde Remetschwiel gehören die Dörfer Remetschwiel und Brunnadern und der Wohnplatz Waldhaus. Zur Gemeinde Weilheim in den Grenzen von 1974 gehören die Dörfer Weilheim, Bürglen und Dietlingen und der Weiler Schnörringen.
Im Gebiet der ehemaligen Gemeinde Bierbronnen liegt die Wüstung Wislangen. Im Gebiet der ehemaligen Gemeinde liegen zwei 1279 erwähnte, abgegangene Burgen sowie die Wüstung Oberwihl. Die 1276 erstmals genannte Ortschaft Haselbach ist in den Dörfern Weilheim und Indlekofen aufgegangen, des Weiteren liegen im Gebiet der Gemeinde Weilheim in den Grenzen von 1974 die abgegangenen Burgen Gutkrenkingen und Isnegg.
In der Nähe der Gemeinde Weilheim befinden sich die Reste der Burg Gut-Krenkingen, einer Turmhügelburg aus dem 12. Jahrhundert.
Nördlich des Ortsteils Nöggenschwiel befindet sich die Burg Leinegg.

## Religion
Die Gemeinde Weilheim ist seit Generationen katholisch geprägt und gehört zur Erzdiözese Freiburg. Die Ortsteile Dietlingen, Schnörringen, Weilheim, Bürgeln und Rohr gehören zur katholischen Pfarrei St. Peter und Paul. Zur katholischen Pfarrei St. Stefan gehören die Ortsteile Nöggenschwiel, Oberbierbronnen, Unterbierbronnen und Heubach. Die Ortsteile Remetschwiel, Brunnadern, Bannholz, Aisperg, Waldhaus und Ay gehören seit Jahrhunderten zur Pfarrei St. Marien, die im Ortsteil der Stadt Waldshut-Tiengen liegt.
Seit 1975 existiert das Kloster Maria Bronnen. Im Kloster leben die Brüder und Schwestern vom Gemeinsamen Leben.
Die Ortsteile Nöggenschwiel, Aisperg, Brunnadern, Waldhaus, Remetschwiel, Bannholz, Ay, Bierbronnen, Heubach und Rohr sind der Evangelischen Kirchengemeinde Waldshut zugeordnet. Die Ortsteile Weilheim, Bürglen, Dietlingen und Schnörringen gehören hingegen zur Evangelischen Kirchengemeinde Tiengen.

## Geschichte

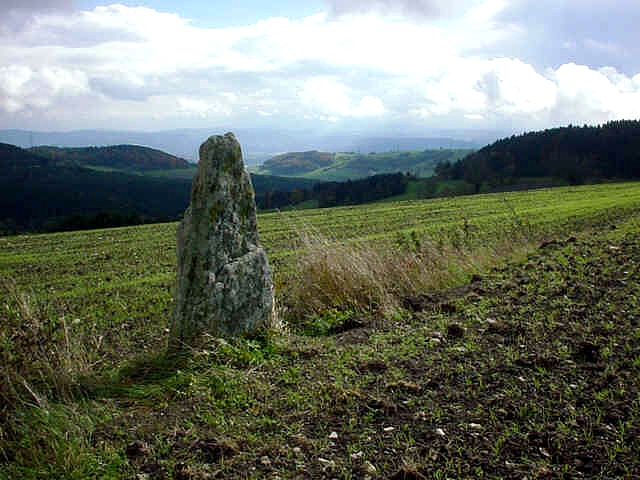
Menhir nahe der alten Verbindung Nöggenschwiel-Bierbronnen

Weilheim ist, wie vor- und frühgeschichtliche Funde bezeugen (Menhir von Nöggenschwiel), ein uraltes Siedlungsland.
Ein Grabhügel im Gewann Dörnen [bei Nöggenschwiel] und ein Bronzedolch beweisen, dass schon während der Bronzezeit (2000 bis 1000 v. Chr.) dieses Höhengebiet bewohnt war. Aus der Zeit der Römerherrschaft (1. bis 4. Jahrh. n. Chr.) stammen wohl die auf einen römischen Wachtturm hinweisenden Baureste, der südöstlich auf der Höhe vor dem Dorf stand. Auf dieser Höhe mit dem weiten Rundblick lag die in einer Urkunde vom Jahre 1279 erwähnte „Burgegge“. Südwestlich der Ortschaft Nöggenschwiel befindet sich ein Menhir.
Die erste urkundliche Erwähnung von Aisperg erfolgte im Jahre 890, Weilheim selbst wurde zum ersten Mal im Jahre 929 als Wilhaim urkundlich erwähnt. Älter noch ist der 871 in einer Urkunde des Klosters Rheinau bezeugte Ortsteil Bannholz, der im Mittelalter Sitz der Vogtei war. Vom 780 Meter hohen Gupfen ist die Alpenkette zu sehen. Das Dorf Weilheim-Remetschwiel soll noch älter und auf den Fundamenten einer römischen Siedlung erbaut worden sein.
Bis zum letzten Jahrhundert wurde um Weilheim großflächig Wein angebaut. Der heute eingestellte Weinbau reichte weit ins Mittelalter zurück. Im Jahr 1351 besaßen die Mönche von St. Blasien allein in Weilheim vier Weingärten. 1383 wird ein Klosterhof in Nöggenschwiel erwähnt, zu dem auch ein ausgedehnter Rebgarten gehörte.
Von 1762 bis 1763 entstand unter Abt Meinrad Troger durch den Baumeister Ferdinand Weitzenegger der Neubau des Pfarrhauses Weilheim.
Heute steht jedoch die Rose im Mittelpunkt der Gemeinde. Seit 1970 führt der 1279 als villa Noecherswiler erstmals erwähnte Ortsteil Nöggenschwiel mit seinen über 20.000 Rosenstöcken den Titel „Rosendorf im Schwarzwald“ und gewann 1965 den bundesweiten Wettbewerb Unser Dorf soll schöner werden. Dies führte zu einem Aufschwung des Tourismus.
Im 18. Jahrhundert erfolgte eine Auswanderungswelle nach Ungarn, im 19. Jahrhundert in die USA.
Die heutige Gemeinde wurde am 1. Januar 1975 durch die Vereinigung der Gemeinden Weilheim, Bannholz, Bierbronnen, Nöggenschwiel und Remetschwiel neu gebildet.
| Bannholz | Bierbronnen | Nöggenschwiel | Remetschwiel | Weilheim (alt) |
| -------- | ----------- | ------------- | ------------ | -------------- |

## Politik

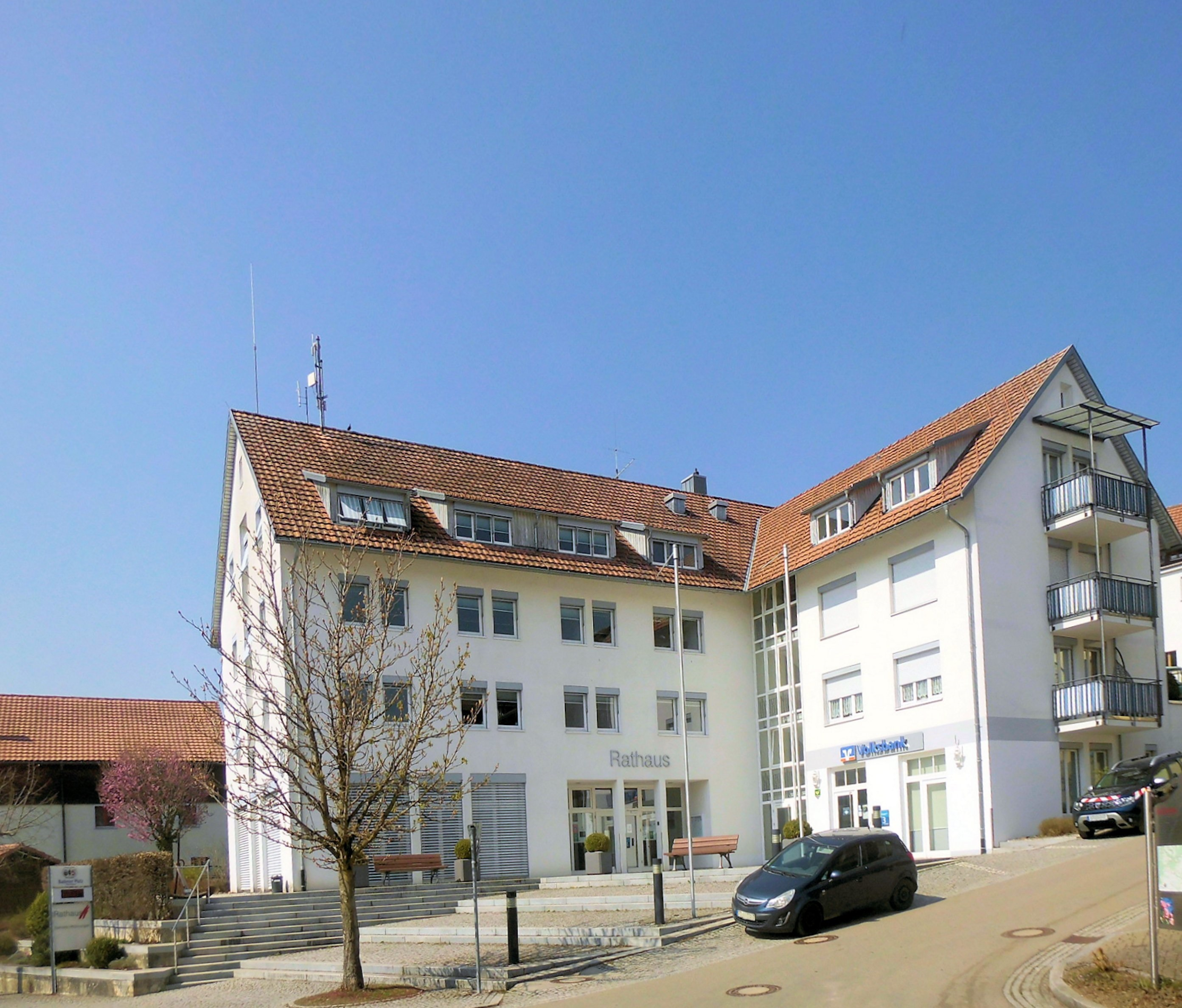
Rathaus Weilheim

### Gemeinderat
Der Gemeinderat in Weilheim besteht aus den 12 gewählten ehrenamtlichen Gemeinderäten und dem Bürgermeister als Vorsitzendem. Der Bürgermeister ist im Gemeinderat stimmberechtigt. 
Die Kommunalwahl am 9. Juni 2024 führte zu folgendem Endergebnis. Die Wahlbeteiligung betrug 73,85 %.
| Partei / Liste                  | Stimmenanteil | Sitze | Ergebnis 2019   |
| Gemeinsame Liste (GL)           | 28,62 %       | 3     | 41,4 %, 5 Sitze |
| CDU                             | 37,37 %       | 5     | 34,4 %, 4 Sitze |
| Liste unabhängiger Bürger (LUB) | 34,01 %       | 4     | 24,3 %, 3 Sitze |

### Bürgermeister
Bürgermeister ist Jan Albicker. Er wurde am 22. Juli 2018 mit 60 % der gültigen Stimmen gewählt.
Sein Vorgänger, Roland Arzner, war zuvor 19 Jahre im Amt und wurde zuletzt am 2. August 2015 mit 82 % der gültigen Stimmen gewählt.

### Gemeindepartnerschaft
Weilheim pflegt seit 1992 eine Gemeindepartnerschaft mit der französischen Gemeinde Baden (Morbihan) in der Bretagne.

## Wirtschaft
Im Weiler Waldhaus ist die Privatbrauerei Waldhaus ansässig, in Bannholz das international tätige Unternehmen Holzbau Amann GmbH.

## Sehenswürdigkeiten

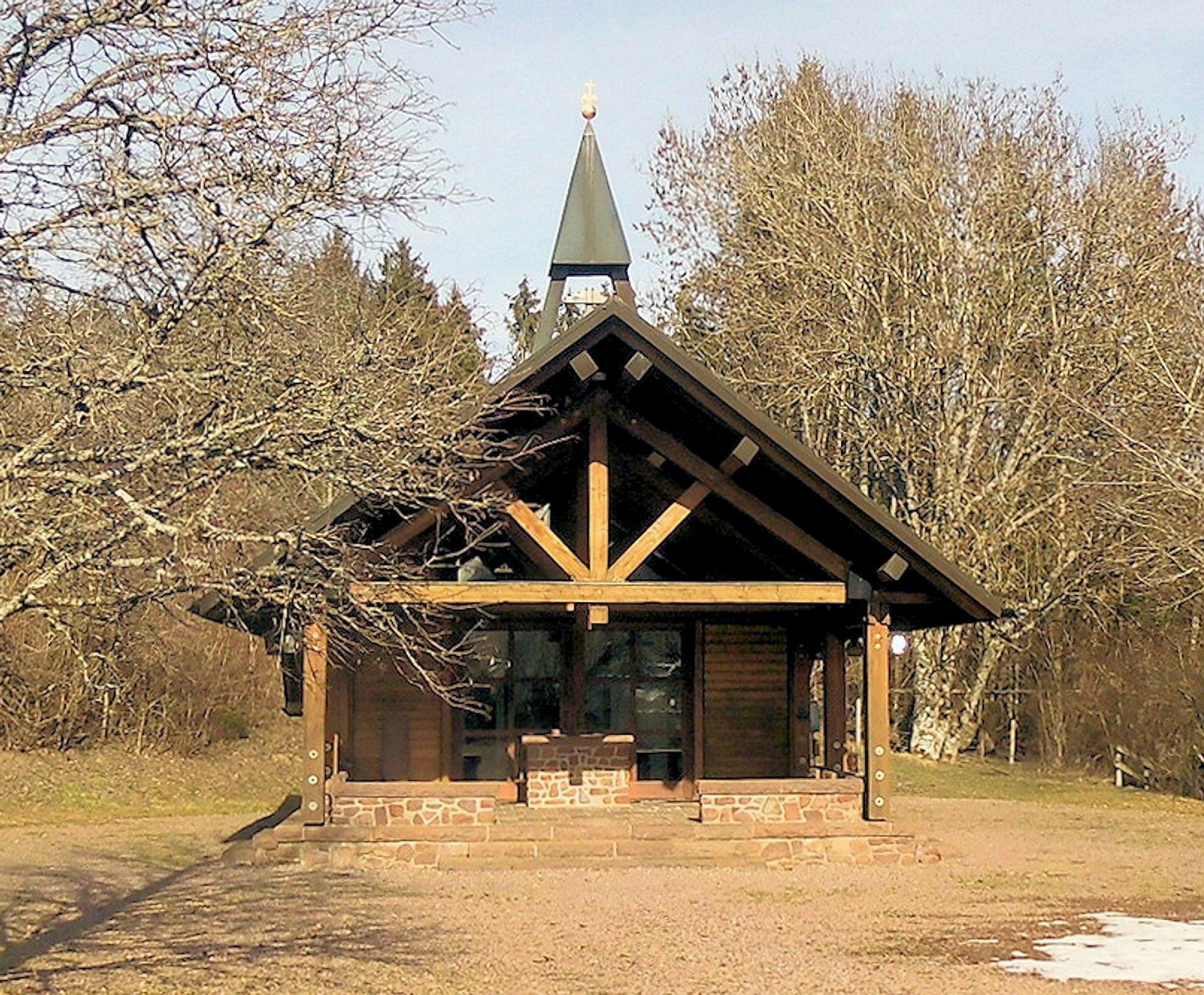
Fatimakapelle in Bierbronnen

Weilheim profitiert mit seiner Lage auf der welligen, sich zum Hochrhein im Süden abdachenden Hochfläche des Hotzenwaldes einerseits vom Alpenpanorama und andererseits vom landschaftlichen Kontrast zu den Großschluchten der Schwarza und der Schlücht.
Im Gemeindegebiet befinden sich 4 bemerkenswerte Wasserfälle (siehe auch Liste der Wasserfälle in Deutschland). Der Obere Wasserfall des Haselbaches östlich von Indlekofen stürzt am Grunde einer kleinen Schlucht mit kompaktem Strahl zwölf Meter tief in ein fast kreisrundes Felsbecken (Nicht zu verwechseln mit dem Haselbecken). Mit dem Unteren Wasserfall stürzt der Haselbach durch einen kurzen klammartigen Spalt sieben Meter tief in den Teufelskessel kurz vor der Mündung in die Schlücht. Der 19 Meter hohe obere Hauptfall der Dietlinger Wasserfälle ist über einen steilen, gesicherten Pfad bis zu einer Aussichtskanzel erreichbar. Der noch höhere, aber weniger eindrucksvolle Untere Hauptfall ist unzugänglich.
Der Hohfluhfelsen östlich Nöggenschwiel bietet einen barrierefrei erreichbaren Tiefblick in das Schwarzatal mit dem Bannwald der Berauer Halde (Gemeinde Ühlingen-Birkendorf) und dem Stausee Witznau bis hin zum Schlüchttal.

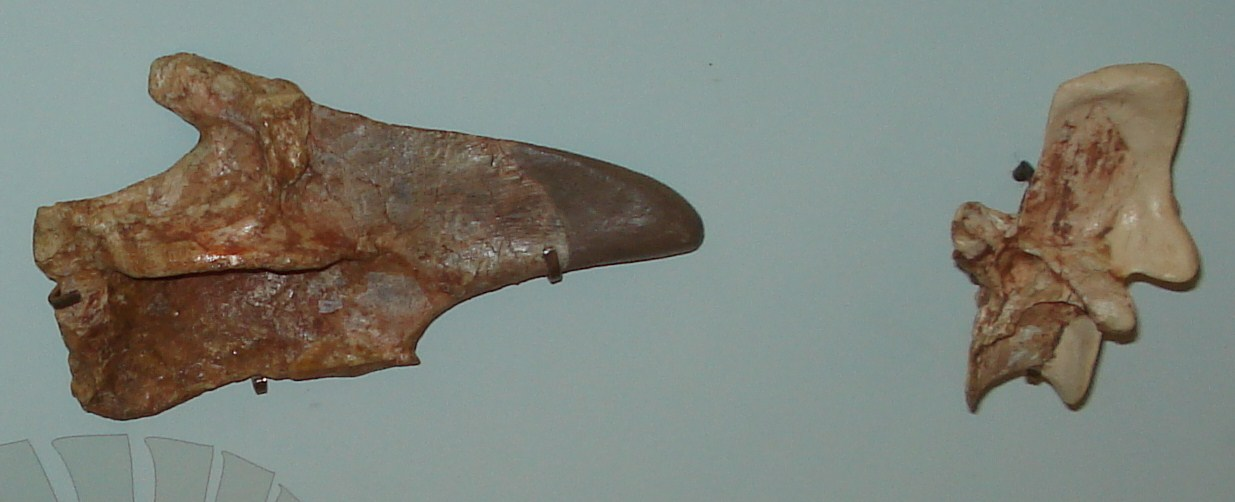
Der Fossilfund von Waldhaus

Bei Bauarbeiten an einer Brauerei, die zwischen 1988 und 1990 bei Waldhaus stattfanden, wurden in den dort anstehenden Schichten des Oberen Buntsandsteins (frühe Mittlere Trias) verschiedene Knochenreste entdeckt, die zum Zwecke der wissenschaftlichen Bearbeitung in das Staatliche Museum für Naturkunde Stuttgart verbracht wurden. Zu den gefundenen Resten gehören verschiedene Fischarten sowie ein Reptilienexemplar, das zunächst für ein Jungtier der Art Tanystropheus antiquus gehalten wurde. Spätere Untersuchungen ergaben jedoch, dass dieses Stück aufgrund ungünstiger Erhaltung nur als nicht näher bestimmbarer Vertreter der Familie Tanystropheidae eingestuft werden kann. Des Weiteren kamen dort Knochen eines rein landlebenden Vorfahren der heutigen Krokodile, eines sogenannten „Rauisuchiers“, zum Vorschein. Sie ähneln stark denen des „Rauisuchiers“ Ctenosauriscus koeneni. Letzterer wird als Erzeuger einer speziellen, großen Variante der Ichnospezies Chirotherium sickleri, wie sie z. B. in Hardheim gefunden wurde, vermutet.

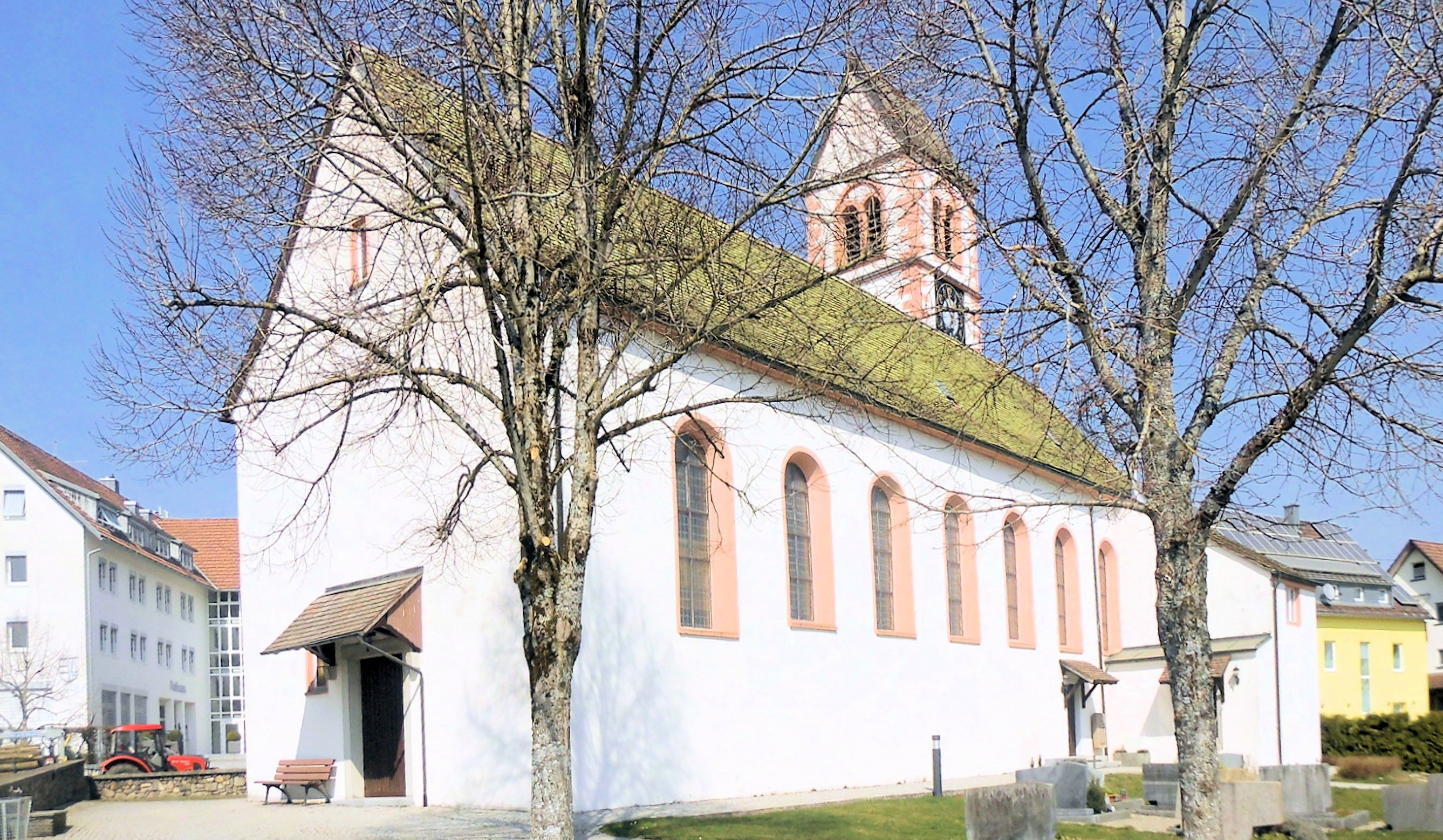
Kirche St. Peter und Paul
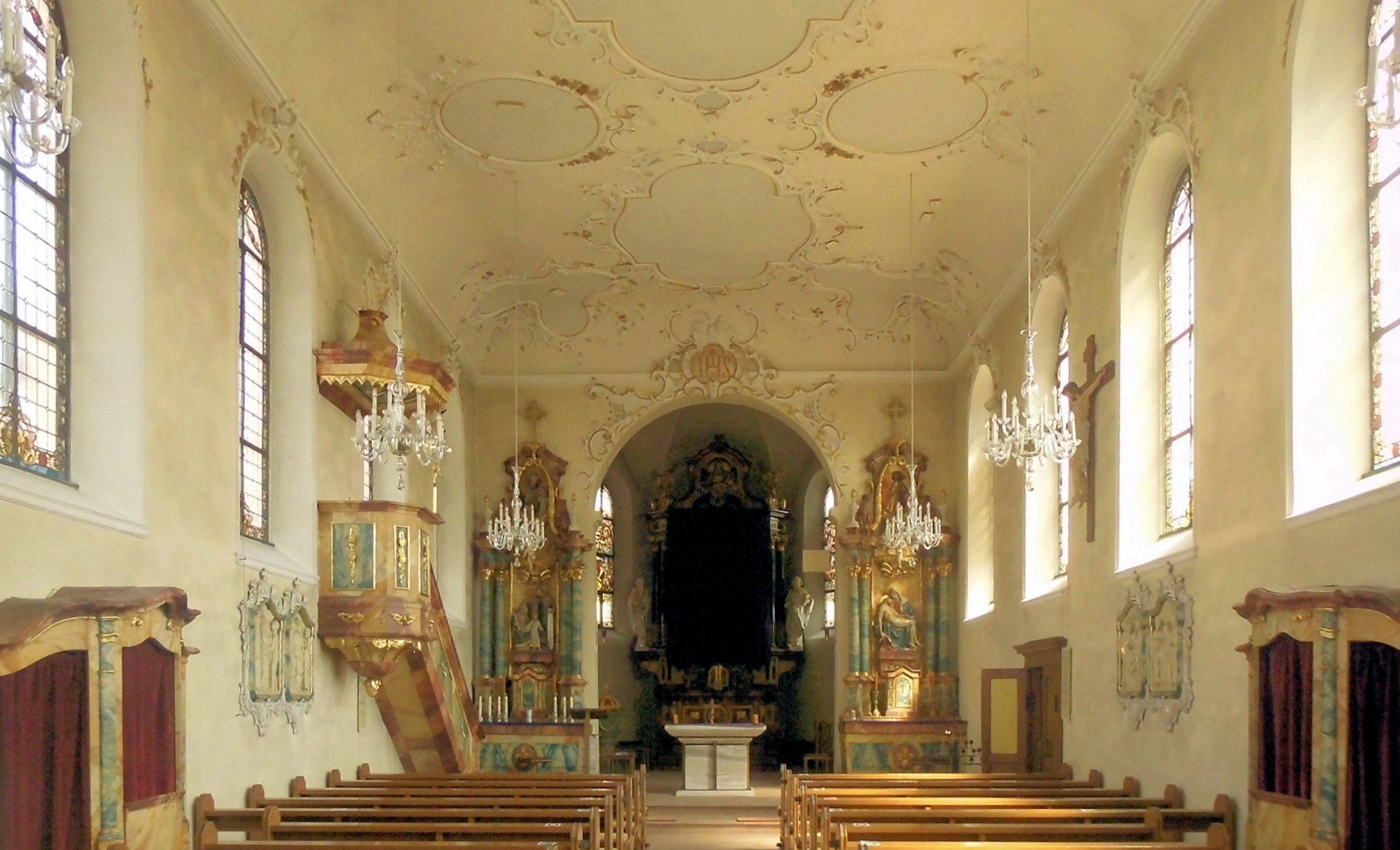
Innenansicht St. Peter und Paul

## Sport
Rundwege und Radwege verbinden die einzelnen Ortsteile.

## Bildung
Die Gustav-Siewerth-Akademie im Ortsteil Bierbronnen war eine seit 1988 staatlich anerkannte wissenschaftliche Hochschule in privater Trägerschaft. Im Juni 2013 wurde der Hochschule durch die baden-württembergische Wissenschaftsministerin, Theresia Bauer die staatliche Anerkennung entzogen, da sie mit ihrem nebenberuflichen wissenschaftlichen Personal, für das jährlich 12.000 bis 26.000 Euro aufgewendet würden, keine nachhaltige Hochschulstruktur vorzuhalten in der Lage sei. Sie wurde gegründet von Alma von Stockhausen († 2020), die Dekanin der Akademie war. Die Akademie lehrt in den Fächern Philosophie, Soziologie, Journalistik, Philosophie der Naturwissenschaften, Katholische Theologie und Pädagogik.
Im Ortsteil Nöggenschwiel liegt die staatliche Grundschule Weilheim.

## Persönlichkeiten
- Konstantin Karl Falkenstein (1801–1855), Historiker, Bibliothekar und Schriftsteller, wurde im Forsthaus Wohlfahrtsmatt beim Ortsteil Remetschwiel geboren.[23]
- Josef König (* 1904–†1945), Pfarrer von Nöggenschwiel 1939–1945
- August Pfeifer SJ (* 29. Oktober 1877 im Weiler Ay (Ortsteil Bannholz); † 28. Mai 1919), Priester, Theologe und Philosoph
- Johannes Flum (* 1987), Fußballspieler, in Weilheim aufgewachsen
- Helen Grobert (* 1992), Mountainbike-Sportlerin, in Remetschwiel aufgewachsen